# Campionati mondiali universitari di lotta 2018
I campionati mondiali universitari di lotta 2018 (2018 World University Wrestling Championships) si sono svolti dal 5 al 9 settembre 2019, presso la Rio Vermelhi gymnasium di Goiânia, in Brasile.

## Nazioni partecipanti
Hanno preso parte alla competizione 139 lottatori in rappresentanza di 12 distinte delegazioni nazionali.
- Bielorussia (3)
- Brasile (22)
- Bulgaria (3)
- Canada (15)

- Germania (6)
- Ungheria (11)
- Giappone (23)
- Messico (15)

- Polonia (12)
- Russia (12)
- Slovacchia (2)
- Turchia (15)

## Classifica squadre
| Class | Lotta libera maschile | Lotta libera maschile | Lotta greco-romana | Lotta greco-romana | Lotta libera femminile | Lotta libera femminile |
| Class | Squadra               | Punti                 | Squadra            | Punti              | Squadra                | Punti                  |
| ----- | --------------------- | --------------------- | ------------------ | ------------------ | ---------------------- | ---------------------- |
| 1     | Giappone              | 180                   | Turchia            | 190                | Canada                 | 175                    |
| 2     | Turchia               | 140                   | Giappone           | 130                | Giappone               | 135                    |
| 3     | Russia                | 116                   | Brasile            | 100                | Germania               | 82                     |
| 4     | Canada                | 100                   | Russia             | 80                 | Polonia                | 77                     |
| 5     | Ungheria              | 95                    | Ungheria           | 79                 | Brasile                | 71                     |
| 6     | Brasile               | 83                    | Polonia            | 57                 | Messico                | 54                     |
| 7     | Messico               | 71                    | Bulgaria           | 50                 | Ungheria               | 25                     |
| 8     | Polonia               | 32                    | Messico            | 49                 | Russia                 | 15                     |
| 9     | Germania              | 12                    | Bielorussia        | 47                 |                        |                        |
| 10    | Slovacchia            | 10                    | Slovacchia         | 12                 |                        |                        |

## Podi

### Lotta libera maschile
| Evento | Oro                      | Argento                  | Bronzo                               |
| 57 kg  | Yudai Fujita Giappone    | Samuel Jagas Canada      | John Garcia Parra Messico            |
| 57 kg  | Yudai Fujita Giappone    | Samuel Jagas Canada      | Diego Rodrigues Brasile              |
| 61 kg  | Eduard Grigorev Russia   | Raimu Maeda Giappone     | Mehmet Ali Daylak Turchia            |
| 61 kg  | Eduard Grigorev Russia   | Raimu Maeda Giappone     | Cruz Estrada Messico                 |
| 65 kg  | Kei Yonezawa Giappone    | Selim Kozan Turchia      | Vincent Demarinis Canada             |
| 65 kg  | Kei Yonezawa Giappone    | Selim Kozan Turchia      | Mateusz Nejman Polonia               |
| 70 kg  | Kirin Kinoshita Giappone | Murad Nukhkadiev Russia  | László Gergely Ungheria              |
| 70 kg  | Kirin Kinoshita Giappone | Murad Nukhkadiev Russia  | Haydar Yavuz Turchia                 |
| 74 kg  | Muhammet Akdeniz Turchia | Mao Okui Giappone        | Tyler Rowe Canada                    |
| 79 kg  | Tazhitin Akaev Russia    | Yajuro Yamasaki Giappone | Muhammed Lütfi Küçükyıldırım Turchia |
| 79 kg  | Tazhitin Akaev Russia    | Yajuro Yamasaki Giappone | Matthias Schmidt Germania            |
| 86 kg  | Osman Göçen Turchia      | Mihály Nagy Ungheria     | Alex Moore Canada                    |
| 86 kg  | Osman Göçen Turchia      | Mihály Nagy Ungheria     | Andrey Purikhov Russia               |
| 92 kg  | Mustafa Sessiz Turchia   | Bendegúz Tóth Ungheria   | Takashi Ishiguro Giappone            |
| 92 kg  | Mustafa Sessiz Turchia   | Bendegúz Tóth Ungheria   | Gabriel Lira Brasile                 |
| 97 kg  | Asadula Ibragimov Russia | Taira Sonoda Giappone    | Márton Tomin Ungheria                |
| 97 kg  | Asadula Ibragimov Russia | Taira Sonoda Giappone    | Carlos López Pérez Messico           |
| 125 kg | Balint Borsos Ungheria   | Sean Molle Canada        | Felipe Danese Brasile                |

### Lotta greco-romana maschile
| Evento | Oro                       | Argento                       | Bronzo                           |
| 55 kg  | Ekrem Öztürk Turchia      | Hiromu Katagiri Giappone      | Non attribuita                   |
| 60 kg  | Rodoslav Vasilev Bulgaria | Kiyoshi Kawaguchi Giappone    | Şerif Kılıç Turchia              |
| 60 kg  | Rodoslav Vasilev Bulgaria | Kiyoshi Kawaguchi Giappone    | Roberto Queiroz Brasile          |
| 63 kg  | Yusuke Kitaoka Giappone   | Ruben Minasian Russia         | Oliveres Banuelos Messico        |
| 63 kg  | Yusuke Kitaoka Giappone   | Ruben Minasian Russia         | Calebe Ferreira Brasile          |
| 67 kg  | Arten Manasov Russia      | Bence Balatoni Ungheria       | Danilo Aquino Brasile            |
| 67 kg  | Arten Manasov Russia      | Bence Balatoni Ungheria       | Rodolfo Salazar Guijarro Messico |
| 72 kg  | Murat Dag Turchia         | Takahiro Yamamoto Giappone    | Robert Fritsch Ungheria          |
| 72 kg  | Murat Dag Turchia         | Takahiro Yamamoto Giappone    | Nasario Suaste Torres Messico    |
| 77 kg  | Fatih Cengiz Turchia      | Iwan Nylypiuk Polonia         | Shuai Mamedau Bielorussia        |
| 77 kg  | Fatih Cengiz Turchia      | Iwan Nylypiuk Polonia         | Leos Drmola Slovacchia           |
| 82 kg  | Burhan Akbudak Turchia    | Tatsuya Fujii Giappone        | Rosian Dermanski Bulgaria        |
| 82 kg  | Burhan Akbudak Turchia    | Tatsuya Fujii Giappone        | Maksym Zakharchuk Polonia        |
| 87 kg  | Ali Cengiz Turchia        | Lllia Laurynovich Bielorussia | Andre Pinto Brasile              |
| 87 kg  | Ali Cengiz Turchia        | Lllia Laurynovich Bielorussia | Mihály Nagy Ungheria             |
| 97 kg  | Fatih Baskoy Turchia      | Bendegúz Tóth Ungheria        | Andemir Tenov Russia             |
| 97 kg  | Fatih Baskoy Turchia      | Bendegúz Tóth Ungheria        | Anton Dzmitrychenka Bielorussia  |
| 130 kg | Osman Yildirim Turchia    | Zurab Gedechauri Russia       | Marcin Luto Polonia              |
| 130 kg | Osman Yildirim Turchia    | Zurab Gedechauri Russia       | Balint Borsos Ungheria           |

### Lotta libera femminile
| Evento | Oro                        | Argento                    | Bronzo                        |
| 50 kg  | Jade Dufour Canada         | Kika Kagata Giappone       | Weronika Sikora Polonia       |
| 50 kg  | Jade Dufour Canada         | Kika Kagata Giappone       | Muñoz Diaz Messico            |
| 53 kg  | Miho Igarashi Giappone     | Annika Wendle Germania     | Evelyn Santos Brasile         |
| 55 kg  | Elena Brugger Germania     | Momoka Kadoya Giappone     | Katarzyna Michalak Polonia    |
| 55 kg  | Elena Brugger Germania     | Momoka Kadoya Giappone     | Selma Rojas Mondragon Messico |
| 57 kg  | Ramóna Galambos Ungheria   | Alexandria Town Canada     | Alexandra Andreeva Russia     |
| 57 kg  | Ramóna Galambos Ungheria   | Alexandria Town Canada     | Jowita Wrzesień Polonia       |
| 59 kg  | Laurence Beauregard Canada | Beatriz Andrade Brasile    | Non attribuita                |
| 62 kg  | Linda Morais Canada        | Honoka Imagawa Giappone    | Katarzyna Madrowska Polonia   |
| 62 kg  | Linda Morais Canada        | Honoka Imagawa Giappone    | Luzie Manzke Germania         |
| 65 kg  | Misuzu Enomoto Giappone    | Haley Heffel Canada        | Non attribuita                |
| 68 kg  | Indira Moores Canada       | Robles Castellanos Messico | Gabriela Rocha Brasile        |
| 72 kg  | Mei Shindo Giappone        | Natalia Strzałka Polonia   | Shauna Kuebeck Canada         |
| 72 kg  | Mei Shindo Giappone        | Natalia Strzałka Polonia   | Kauanny Ramos Brasile         |
| 76 kg  | Francy Raedelt Germania    | Taylor Follensbee Canada   | Non attribuita                |

## Medagliere
Nazione ospitante.
| Pos.   | Paese       | Oro | Argento | Bronzo | Totale |
| ------ | ----------- | --- | ------- | ------ | ------ |
| 1      | Turchia     | 10  | 1       | 4      | 15     |
| 2      | Giappone    | 7   | 11      | 1      | 19     |
| 3      | Canada      | 4   | 5       | 4      | 13     |
| 4      | Russia      | 4   | 3       | 1      | 8      |
| 5      | Ungheria    | 2   | 4       | 3      | 9      |
| 6      | Germania    | 2   | 1       | 0      | 3      |
| 7      | Bulgaria    | 1   | 0       | 2      | 3      |
| 8      | Polonia     | 0   | 2       | 4      | 6      |
| 9      | Brasile     | 0   | 1       | 5      | 6      |
| 10     | Messico     | 0   | 1       | 2      | 3      |
| 11     | Bielorussia | 0   | 1       | 1      | 2      |
| Totale | Totale      | 30  | 30      | 27     | 87     |